# Pedro Mariño de Camba Sotomayor y Ulloa
Pedro Mariño de Camba Sotomayor y Ulloa (n. San Julián de Insua, Lugo, España) fue un militar español, a quien se nombró en 1678 como gobernador de la provincia de Costa Rica, pero declinó el cargo.
Fue hijo de don Juan Mariño Guaranes de Sotomayor y doña Antonia Taboada Somoza. 
Contrajo matrimonio en  Fuente del Maestre el 19 de octubre de 1653 con doña Catalina Zambrano Enríquez de Toro, natural de esa localidad, e hija de don Juan Zambrano Enríquez de Toro y Elvira Zambrano Guerrero. Fueron vecinos de la villa de San Pedro Framián en Galicia y entre sus hijos estuvo doña Antonia Mariño de Camba, bautizada en Fuente del Maestre el 9 de diciembre de 1666, que casó con don Juan Vargas Machuca y Adami.
Ingresó en el ejército el 30 de setiembre de 1641. Sirvió 33 años en la frontera de Extremadura; fue teniente de caballos corazas en Sevilla y llegó a alcanzar el grado de capitán de caballos corazas.   
En 1678 fue incluido en una terna del Consejo de Indias para el cargo de corregidor de Ica, pero no fue escogido. El 3 de agosto de 1678 el rey Carlos II lo nombró como gobernador de Costa Rica, en sustitución de don Juan Francisco Sáenz Vázquez de Quintanilla y Sendín de Sotomayor, pero declinó el cargo y en su lugar se nombró a Pedro de Balbín y Busto.  
Su bisnieto Pedro de Quevedo y Quintano fue obispo de Orense y cardenal de la Iglesia Católica.  